# Гнідинцівське нафтогазоконденсатне родовище

Знак на Гнідинцівській площі — пам'ятка початку видобутку нафти у 1959 р.

Гнідинцівське нафтогазоконденсатне родовище — належить до Глинсько-Солохівського газонафтоносного району Східного нафтогазоносного регіону України.

## Загальний опис
Розташоване в Чернігівській області на відстані 10 км від смт Варва.
Знаходиться в західній частині приосьової зони Дніпровсько-Донецької западини, західна частина Глинсько-Солохівського нафтогазоносного району.
Підняття виявлене в 1959 р. і являє собою асиметричну брахіантикліналь північно-західного простягання розмірами 4,7х3,7 м, амплітуда близько 100 м.
У 1959 р. з пермських відкладів отримано фонтан нафти дебітом 164,7 т/добу через штуцер діаметром 7 мм (інт. 1767—1787 м). Встановлено нафтові скупчення у відкладах пермі і верхнього карбону і газоконденсатні — в породах нижнього карбону .
У 1962 р. пробурена перша експлуатаційна свердловина проектною глибиною 1880 м. У грудні 1962 р. здано в експлуатацію перші 5 свердловин.
Нафтові поклади масивно-пластові, стратиграфічно і літологічно обмежені або масивно-пластові, склепінчасті, літологічно обмежені; газоконденсатні — пластові, склепінчасті, тектонічно екрановані та частково літологічно обмежені із загальним початковим ВНК на абсолютній відмітці -1623,5. Продуктивні горизонти представлені пісковиками, гравеліти і алевролітами.
Режим нафтових покладів водонапірний, газоконденсатних — газоводонапірний. Запаси початкові видобувні категорій А+В+С1 — 38045 тис.т нафти; розчиненого газу — 1469 млн. м³; газу — 8306 млн. м³; конденсату — 814 тис. т. Густина дегазованої нафти 803—827 кг/м³. Вміст сірки у нафті 0,32-0,54 мас.%.

Гнідинцівське родовище. Телеметрія.

Так як станом на 2016 рік невироблені раніше продуктивні пласти Гнідинцівського родовища мають малу потужність (близько 3,5 м) для підвищення якості даних динаміки буріння та оцінки пласта була використана система телеметрії з гідравлічним каналом зв'язку MWD виробництва канадської компанії «DrillTeck». Застосування такої системи в поєднанні із сучасними технологіями та високоефективним устаткуванням канадського виробництва: високомоментними вибійними двигунами (компанії «Wenzel»), полімерними безглинистими розчинами та зносостійкими безопорними долотами PDC (компанії «Halliburton»), дозволило ефективно керувати траєкторією й успішно проводити горизонтальний стовбур. Для забезпечення якісного очищення бурового розчину на бурових часто застосовується чотириступінчаста система очищення MI-SWACO.

## Сучасне освоєння
Станом на 2016 р. виконується горизонтальне буріння експлуатаційних свердловин, зокрема, тих горизонтів, які раніше вважалися неперспективними.